# Immortals Fenyx Rising
Immortals Fenyx Rising (укр. Безсмертні: Схід Фенікс) — відеогра в жанрі пригодницького бойовика, розроблена Ubisoft Quebec і видана Ubisoft. Вона була випущена 3 грудня 2020 року для Microsoft Windows, PlayStation 4, PlayStation 5, Xbox One, Xbox Series X/S, Nintendo Switch і Google Stadia. Сюжет оповідає про грецького воїна й новоспеченого напівбога Фенікс, чий корабель потонув біля Золотого острова, і його місію з порятунку грецьких богів від титана Тифона, спраглого помсти за те, що Зевс та інші боги вигнали його в Тартар.

## Ігровий процес
Immortals Fenyx Rising є відеогрою в жанрі пригодницького бойовика з видом від третьої особи, дії якої відбуваються у відкритому світі Золотому острові, що складається із семи регіонів, натхненних грецькими богами. Гравці можуть налаштувати стать, голос та зовнішній вигляд Фенікс, використовуючи крісло вроди Афродіти, і за бажанням у будь-який момент змінити налаштування. Персонажа гравця супроводжує птах-компаньйон на ім'я Фосфор, який може визначати місця, що становлять інтерес. Фенікс може подорожувати по світу піднімаючись на скелі, верхи й літаючи, використовуючи крила Дедала. Відповідно до того, як гравець досліджує світ, вони будуть стикаються з розломами, що переміщують їх у Сховища Тартара, які становлять серію платформерних випробувань. Гравці також можуть виконувати різні побічні завдання й додаткові головоломки.
Світ Золотого острову населений різними ворогами, натхненними грецькою міфологією, від мінотаврів до циклопів. Персонаж має два режими рукопашної атаки; легкі атаки мечом швидкі, але слабкі, а важкі атаки молотом повільні, але сильні. Фенікс також може використовувати лук і стріли для розправи над ворогами. Гравцям необхідно стежити за витривалістю Фенікс, оскільки вона витрачається під час послідовних атаках. У міру просування в грі, гравці зможуть відкривати могутні богоподібні здатності. Наприклад, Фенікс може розблокувати списи Ареса, які підкидають ворогів у повітря. Обладунки та зброю також можна поліпшити, зібравши достатню кількість ресурсів в ігровому світі.

## Розробка і випуск
Immortals Fenyx Rising розробила Ubisoft Quebec, яка до цього розробляла Assassin's Creed Odyssey. Режисер гри Скотт Філліпс заявив, що ідея створення окремого проєкту, натхненним давньогрецькою міфологією, виникла через баг, виявлений командою під час розробки Odyssey, який перетворив персонажів у команді гравця на гігантських циклопів. У зв'язку з позитивною реакцією на Odyssey, керівництво Ubisoft погодилося на розробку проєкту.
Гра була офіційно анонсована як Gods and Monsters під час E3 в червні 2019 року. Спочатку випуск гри мав відбутися 26 лютого 2020 року, але в жовтні 2019 року був відкладений через низький комерційний успіх Tom Clancy's Ghost Recon Breakpoint. Згідно Ubisoft, затримка дала команді розробників додатковий час, щоби «переконатися, що їхні відповідні інновації ідеально реалізовані, аби надати гравцям оптимальний досвід». Ubisoft Quebec використала відтермінування, щоби додати Зевса і Прометея як оповідачів гри, замінивши грецького поета Гомера. Незавершена збірка гри просочилася на Stadia під кодовою назвою Orpheus в червні 2020 року. Вона була офіційно представлена 10 вересня 2020 роки як Immortals Fenyx Rising. Студія вирішила перейменувати гру, щоби зобразити її оповідальну спрямованість і зробити більший акцент на Фенікс, головного героя гри. Гарет Кокер, який раніше працював над Ori and the Blind Forest і її продовженням Ori and the Will of the Wisps, написав саундтрек для гри. Коли він записував музику, то використовував давньогрецькі інструменти, такі як ліра й кіфара, замовлені у грецького майстра.
Immortals Fenyx Rising була випущена 3 грудня 2020 року для Microsoft Windows, PlayStation 4, PlayStation 5, Xbox One, Xbox Series X/S, Nintendo Switch і Google Stadia. Безкоштовна демонстраційна версія гри була випущена для користувачів Stadia перед офіційним випуском гри.

## Відгуки
Попередні відгуки були в цілому позитивними, тоді як більшість критиків порівняли гру з The Legend of Zelda: Breath of the Wild. Однак деякі негативно відреагували на нову назву.